# 謝斯特拉河 (列寧格勒州)
謝斯特拉河是俄羅斯的河流，位於聖彼得堡和列寧格勒州，河道全長74公里，流域面域393平方公里，最終注入卡累利阿地峽。
在18世紀初期謝斯特羅列茨克的水壩尚未興建時，謝斯特拉河以芬蘭灣作終點。